# Església de Sant Josep Oriol (Barcelona)
L'Església de Sant Josep Oriol és un temple de culte catòlic situat als carrers de la Diputació i de Villarroel, al barri de l'Antiga Esquerra de l'Eixample de Barcelona.

## Història
El dia de Nadal del 1907, el cardenal Casañas va fer públic l'anunci del projecte per a erigir un temple dedicat a Josep Oriol en uns terrenys de 3.800 m² oferts per Magdalena Modolell i Freixas (1848-1915), fervent devota del sant. L'escriptura de donació es va signar el 3 d'abril del 1909, any de la canonització.
La primera pedra del temple, projectat per l'arquitecte Enric Sagnier i Villavecchia, es va col·locar el 27 de juny del 1915, i fou inaugurat el 10 d'octubre del 1926, tot i que les obres del campanar del rellotge i de la façana foren completades el 1930 pel seu fill Josep Maria Sagnier i Vidal-Ribas. El 23 de març del 1931, festa del sant, va ser consagrat pel bisbe Manuel Irurita. Des del 1918 hi havia una capella provisional al carrer de Villarroel, en els locals que havien de ser destinats a escoles parroquials i que actualment ocupen diverses dependències.
El 15 de maig del 1936 va ser anomenada Basílica menor pel Papa Pius XI, essent la cinquena de Barcelona que assolí aquest títol. L'església va ser incendiada el mes de juliol del mateix any, i va ser reconstruïda un cop acabada la Guerra Civil espanyola, tardant uns 12 anys. L'any 1965 s'hi van celebrar per primera vegada misses en català i l'any 1982 se'n van restaurar els campanars.

## Edifici

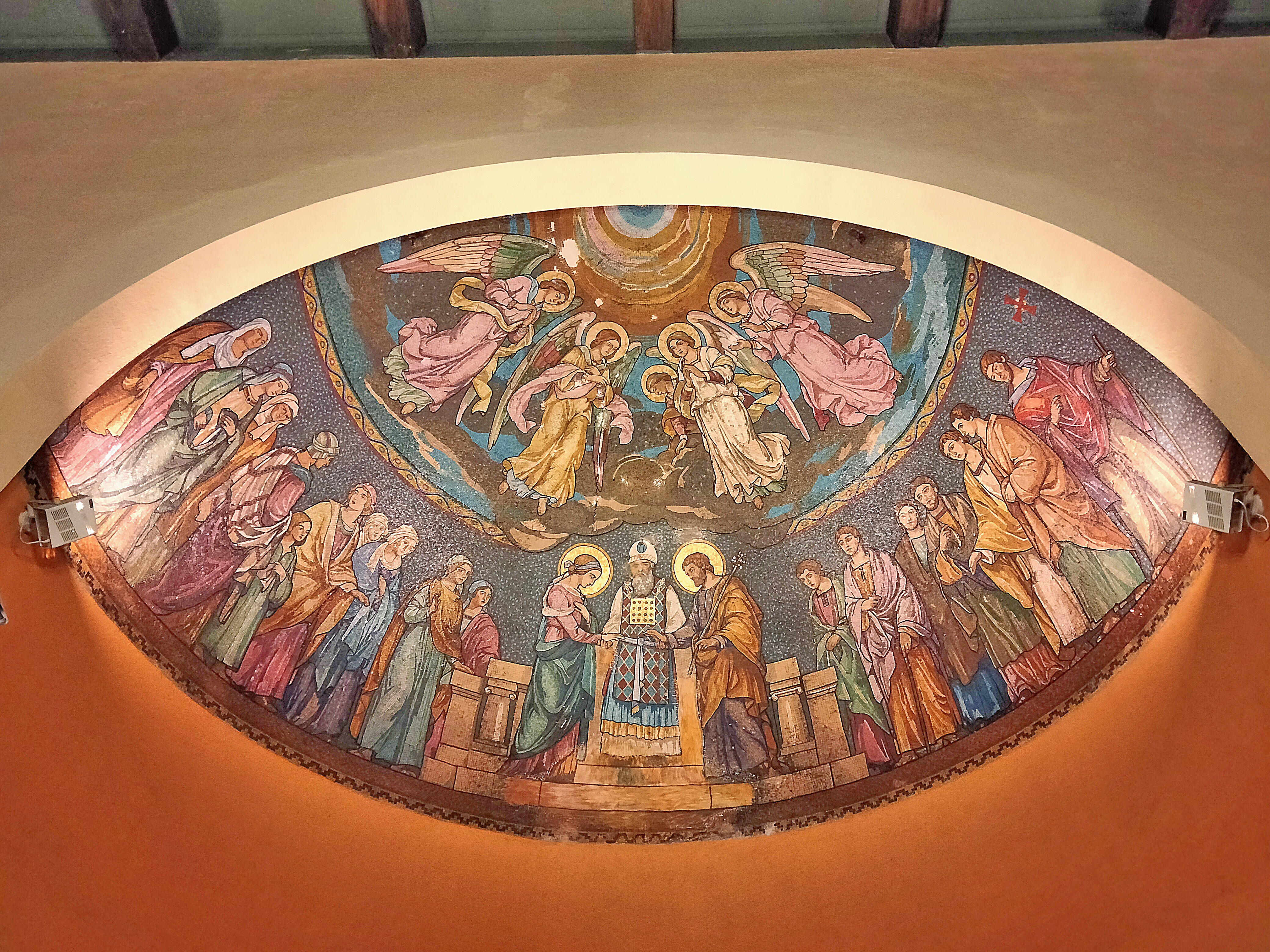
Mosaics de Lluís Bru

Consta de tres naus i creuer. La façana, amb dues torres bessones, és d'aspecte renaixentista. S'obre amb un triple portal d'arcs de mig punt i una galeria amb cinc obertures. Entre elles hi ha un fris de mosaic venecià, colorista, que commemora la canonització de Sant Josep Oriol i l'ofrena del temple, d'Eliseu Querol.
Aquest temple representa una innovació estilística de la seva època, ja que en lloc d'utilitzar els estils medievalistes habituals llavors, com el neogòtic o el neoromànic, es basà en la tipologia basilical romana de naus separades per columnes amb arcs, posteriorment molt usat en la postguerra. En la decoració interior destaquen els mosaics, obra de Lluís Bru. A més de l'església, el conjunt incloïa un teatre i unes escoles.